# Gagea theobaldii
Gagea theobaldii är en liljeväxtart som beskrevs av Christian Georg Brügger. Gagea theobaldii ingår i Vårlökssläktet och i familjen liljeväxter. Inga underarter finns listade.